# Hilding Törnebohm

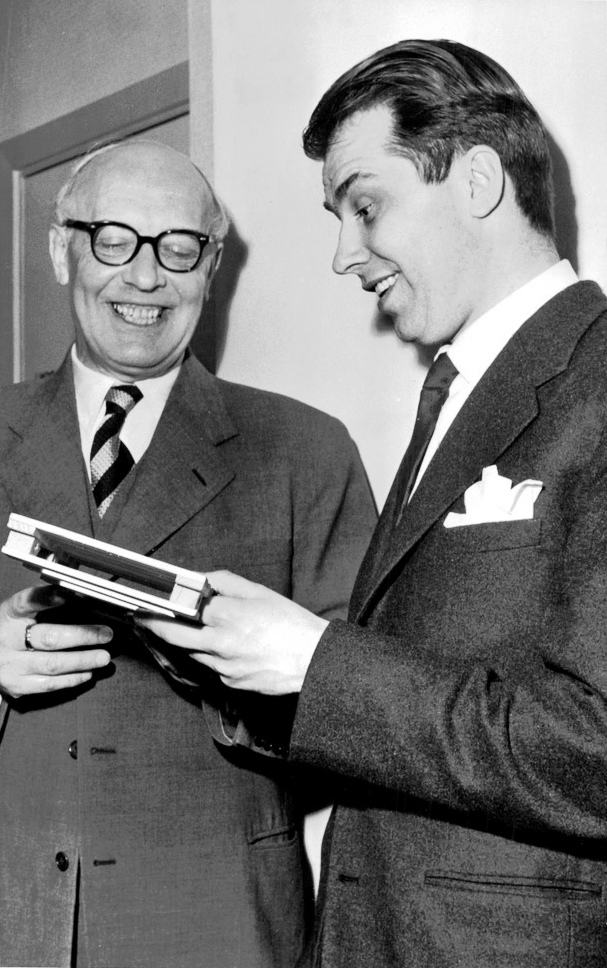
Doktor Törnebohm (till vänster) visar direktör Olle Sturén en modell av en standardiserad lastpall.

Hilding Valdemar Törnebohm, född 25 maj 1891 i Ljungby församling, Kalmar län, död 9 februari 1970 i Göteborgs Vasa församling, var en svensk industriman; kusinbarn till Alfred Elis Törnebohm och far till Håkan och Stig Törnebohm.
Törnebohm utexaminerades från Kungliga Tekniska högskolan 1913, innehade anställningar vid Söderhamns Nya Verkstads AB, AB Frank Hirschs maskiner, AB Svenska Maskinverken, AB Svenska kugghjulsfabriken och SKF 1919, chef för tekniska direktionsbyrån där 1930 och teknisk direktör 1941–1956.
Törnebohm var styrelseordförande i Lidköpings mekaniska verkstads AB 1929–1958, styrelseledamot AB Volvo 1935–1961, Köpings mekaniska verkstads AB 1943–1962, AB Klafreströms bruk 1957–1964, Sveriges mekanförbund 1941–1955, ordförande i Standardiseringskommissionen i Sverige (SIS) 1941–1950, ledamot av arbetsutskottet vid Tekniska Nomenklaturcentralen 1941–1953, president i internationella standardiseringskommissionen 1953–1955, ordförande i lokalstyrelsen vid Chalmers Tekniska högskola och styrelsen för Tekniska gymnasiet i Göteborg 1947–1959, styrelsen för Statens skeppsprovningsanstalt 1948–1953.
Törnebohm blev ledamot av Ingenjörsvetenskapsakademien 1938, Vetenskaps- och vitterhetssamhället i Göteborg 1944, hedersdoktor vid Stevens Institute of Technology i USA 1936 och Technische Hochschule Zürich 1942 samt hedersledamot av American Society of Mechanical Engineers (ASME) 1955.